# 京田站
京田站（日语：／ Kyōden eki */?）是位於山形縣鶴岡市高田，庄內交通湯野濱線的鐵路車站（廢站）。

## 歷史
- 1929年（昭和4年）12月8日：庄內電氣鐵道車站啟用[1]。
- 1934年（昭和9年）5月14日：成為庄內電鐵的車站[1]。
- 1943年（昭和18年）10月1日：成為庄內交通的車站 [1]。
- 1975年（昭和50年）4月1日：湯野濱線被廢除，此站也被廢除 [1]。

## 車站構造
此站是地面車站，設有1面1線的單式月台。雖然此站一般被稱為車站，但是嚴格上，此站屬於一座停留所（※與安丹站同樣）。

## 車站周邊
- 寶泉寺
- 鶴岡市立京田小學

## 遺跡
車站周邊還可看見少量路基。

## 相鄰車站
庄內交通
湯野濱線
鶴岡－京田－安丹

## 注腳
1. 1 2 3 4  《日本鐵道旅行地圖帳 全線全站全廢線 2 東北》（監修：今尾惠介，新潮社，2008年6月發行）47頁

## 相關項目
- 日本鐵路車站列表 Ki